# اوراق بدون پشتوانه
در مالی شرکتی ورقه بدون پشتوانه (به انگلیسی: Debenture) یک ابزار بدهی میان مدت به بلندمدت است که توسط شرکت‌های بزرگ جهت قرض گرفتن در نرخ بهره ثابت استفاده می‌شود. منظور از اصطلاح حقوقی ورقه بدون پشتوانه در اصل سندی است که منجر به یک بدهی می‌شود یا گواه آن بدهی است. اما اکنون در بعضی کشورها این اصطلاح همراه با اوراق قرضه، سند یا سهام وام (به انگلیسی: Loan stock) استفاده می‌شود.
یک ورقه بدون پشتوانه به مثابه یک گواهی وام یا اوراق قرضه دال بر این حقیقت است که شرکت مسئول پرداخت مقدار مشخصی همراه با بهره است و اینکه مقدار پول اضافه‌شده به ساختار سرمایه توسط این اوراق، سهام به‌شمار نمی‌آید. اوراق بدون پشتوانه اصلی پیش از اوراق فرعی پرداخت می‌شوند و این طبقات نرخ ریسک و پرداخت مختلفی دارند. به‌طور کلی این اوراق توسط دارنندگان آن قابل انتقال است. دارنندگان اوراق حق رای دهی در جلسات سهام داران را ندارند ولی ممکن است جلسات جداگانه و همچنین حق رای در مورد تغییرات حقوق موجود بر اوراق بدون پشتوانه را داشته باشند. بهرهٔ پرداخت‌شده به آنان نیز هزینه‌ای است که در مقابل سود به‌دست آمده در صورت‌های مالی شرکت قرار می‌گیرد.

## خواص اوراق بدون پشتوانه
- یک دارایی متحرک و قابل حمل هستند.
- توسط شرکت در شکل یک گواهی بدهی منتشر می‌شوند.
- عموماً زمان بازخرید و پرداخت اصل و بهرهٔ این اوراق را مشخص می‌کنند.
- اینکه روی دارایی شرکت ادعا ایجاد کنند حتمی نیست بلکه امکان دارد.[۱]
- اغلب در آمریکا شرکت‌ها اوراقی حدود ۱۰۰۰ دلار منتشر می‌کنند ولی این رقم برای اوراق دولتی ۵۰۰۰ دلار است.

اوراق بدون پشتوانه منجر به ایجاد تفکر برش کوپن (به انگلیسی: Clipping their coupons) شدند. بدین معنی که دارندگان اوراق، کوپن‌ها را به بانک تسلیم کرده و مبلغ مورد نظر را هر سه ماه یکبار (یا هر دوره‌ای که براساس قرارداد مشخص شده) دریافت کنند.
راه‌های دیگری نیز همچون وجوه استهلاکی برای کم‌کردن ریسک وجود دارد به این شکل که ناشر باید بخشی از ارزش اوراق را پس از سپری شدن مدت مشخصی بپردازد. این کار موجب کاهش ریسک ناشی از تورم، ورشکستگی و دیگر ریسک‌ها برای دارنده اوراق می‌شود.
وجوه استهلاکی موجب کم ریسک شدن اوراق قرضه می‌شود پس‌پرداخت بهره کوچک‌تری به اوراق تحمیل می‌کنند.
همچنین ویژگی قابلیت تبدیل نیز یکی از این راه‌هاست که در این‌صورت دارنده اوراق می‌تواند اوراق قرضه را به سهام تبدیل کند. شرکت‌ها نیز می‌توانند شرایطی وضع کنند که پیش از سررسید اوراق را بازخرید کنند. اغلب عبارتی در قرارداد وجود دارد که این امکان را ذکر می‌کند. (به‌عنوان نمونه: اگر ناشر اوراق قرضه بخواهد مثلاً اوراق ۳۰ ساله را در سال ۲۰ام بازخرید کند باید یک صرفی بپردازد). اگر اوراق بازخرید شدند، بدین معنی است که بهره کمتری پرداخت شده است.
عدم پرداخت تعهدات اوراق به معنی ورشکستگی است. دارندگان اوراق قرضه‌ای که بهره خود را دریافت نکرده‌اند، می‌توانند شرایط ورشکستگی شرکت متخلف را فراهم کنند یا اینکه در صورت قید شدن در قرارداد، دارایی‌های شرکت را مصادره و ضبط کنند.

## ضمانت و پشتوانه در قلمرو قدرت‌های مختلف
در ایالات متحده منظور از اوراق بدون پشتوانه قرضه شرکتی بدون تضمین است. یعنی آن ورقه قرضه رویه قطعی و مشخصی از سودآوری ندارد و اینکه هیچ دارایی بازپرداخت اصل آن را در سررسید ضمانت نمی‌کند. البته در یک مورد ضمانت بر اوراق قرضه و سهام وام فراهم می‌شود و آن هم اوراق قرضه رهنی است.
در بریتانیا معمولاً این اوراق تضمین می‌شوند.
در کانادا ورقه بدون پشتوانه یک ابزار وام تضمین‌شده است که اعتبار وام‌گیرنده و نه دارایی خاصی ضمانت آن را می‌کند. همانند دیگر بدهی‌های تضمین‌شده این اوراق در زمان ورشکستگی نسبت به اوراق تضمین‌نشده اولویت دارند. البته ابزارهای بدهی که دارایی خاصی پشتوانه آنهاست بر اوراق بدون پشتوانه اولویت دارند.
در آسیا اگر زمین پشتوانه بازپرداخت باشد آن سند وام، ورقه رهنی نامیده می‌شود، اگر دیگر دارایی‌های شرکت تضمین‌کننده باشند ورقه بدون پشتوانه و اگر هیچ ضمانتی وجود نداشته باشد یک سند یا سند سپرده تضمین نشده نامیده می‌شود.

## قابلیت تبدیل
دو نوع اوراق بدون پشتوانه وجود دارد:
1. اوراق بدون پشتوانهٔ قابل تبدیل که اوراق قرضه‌ای هستند که امکان تبدیل شدن به سهام شرکت را بعد از گذشت دوره زمانی خاصی دارند. قابلیت تبدیل یک ویژگی است که شرکت‌ها برای افزایش جذابیت اوراقشان برای خرید ممکن است به آنها اضافه کنند. البته نتیجه افزودن این قابلیت نرخ بهره پایین‌تر نسبت به اوراق بدون قابلیت تبدیل است.
2. اوراق بدون پشتوانه بدون قابلیت تبدیل که حالت عادی اوراق بدون پشتوانه هستند و قابلیت تبدیل شدن به سهام شرکت را ندارد. معمولاً نرخ بهره پرداختی در این حالت بیش تر از اوراق قابل تبدیل است.